# Jon Zazula
Jon Zazula, również Jonny Z, właśc. Jonathan David Zazula (ur. 16 marca 1952 na Bronksie w Nowym Jorku, zm. 1 lutego 2022 na Clermont) – amerykański producent muzyczny i biznesmen branży muzycznej. Był właścicielem sklepu Rock'n Roll Heaven znajdującego się w New Jersey, jak też założycielem wytwórni muzycznej Megaforce Records. Sklep Zazuli w East Brunswick (New Jersey) doprowadził właściciela do czołowej pozycji na scenie fanów muzyki heavymetalowej na Wschodnim Wybrzeżu Stanów Zjednoczonych; Zazula puszczał w nim taśmy demo przysyłane mu przez uczestników podziemnej sieci wymiany nagrań – byli to m.in. Brian Slagel z wytwórni Metalblade Records, Ron Quintana, redaktor czasopisma Metal Mania, czy producent muzyczny Mark Whitaker. Zazula był również kimś w rodzaju mentora dla Edvarda Von Trunka.

## Kariera
Ustabilizowana pozycja Zazuli na Wschodnim Wybrzeżu i na rodzącej się tam scenie heavymetalowej były istotne w wypromowaniu zespołu Metallica na wczesnym etapie jego istnienia. Zazula umożliwił zespołowi zagranie pierwszych koncertów w Nowym Jorku i zorganizował ich pierwsze trasy koncertowe z zespołem Raven, który był wtedy jedną z czołowych kapel brytyjskiej sceny heavymetalowej. Po przesłuchaniu nagrania demo Metalliki No Life ’Til Leather założył wytwórnię Megaforce Records, która wydała debiutancki materiał zespołu. Zazula wydał płytę Kill ’Em All i zorganizował trasę zespołu po wschodzie USA za własne pieniądze.
Po sukcesie pierwszej płyty Metalliki, Zazula podpisał umowy z innymi wykonawcami, w tym Warrenem Haynesem i zespołami Testament, TAD, Overkill, Frehley’s Comet, Kings X, Ministry oraz Anthrax.
Zazula mieszkał z żoną Marshą, współzałożycielką i współwłaścicielką Megaforce Records, w Furlong w stanie Pensylwania. 
Zmarł 1 lutego 2022 w wieku 69 lat, niewiele ponad rok po śmierci żony.